# Přímková plocha

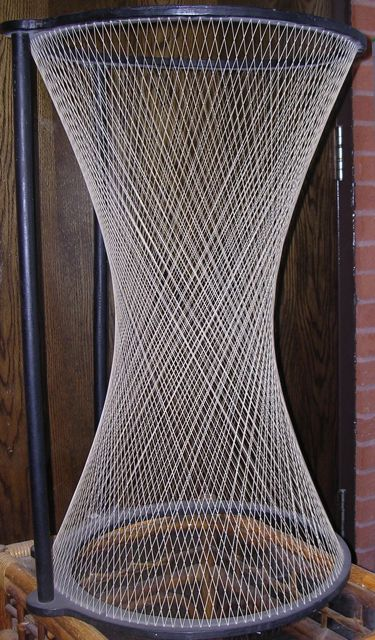
Každým bodem jednodílného hyperboloidu lze vést dvě přímky

Přímková plocha je v geometrii označení pro takovou plochu, jejímž každým bodem lze vést přímku, která ploše náleží. Tyto relativně jednoduché plochy jsou tedy tvořeny přímkami, čehož se využívá např. ve stavebnictví díky jejich pevnosti.
Jednoduché příklady z třírozměrného eukleidovského prostoru:
- rovina
- válcová plocha
- kuželová plocha
- jednodílný hyperboloid
- hyperbolický paraboloid

Přímková plocha může být definována jako množina bodů vzniklá pohybem přímky po řídicí křivce. Například kuželová plocha vznikne, když upevníme jeden bod a přímkou následně pohybujeme po kružnici.
Zborcené přímkové plochy
Pokud plocha nemá konstantní křivost, říkáme, že se jedná o zborcenou přímkovou plochu. Tyto plochy nelze rozvinout do roviny, na rozdíl od válcové nebo kuželové plochy.
Zborcené plochy bývají často definovány třemi křivkami, kterými prochází přímky, nebo dvěma křivkami a nevlastní křivkou (rovinou, ke které jsou všechny přímky rovnoběžné).
Zajímavé příklady zborcených ploch jsou:
- hyperbolický paraboloid
- Marseilleský oblouk
- Montpellierský oblouk
- plocha šikmého průchodu
- plocha střechy Štramberské Trúby